# Fred Krüger (Journalist)
Fred Krüger († 1950 in Berlin) war ein deutscher Radio-, später auch Fernsehreporter, und Sportjournalist.

## Wirken
Krüger berichtete in der Weimarer Republik und der Zeit des Nationalsozialismus in Printmedien und im Rundfunk von zahlreichen Veranstaltungen u. a. vom Sport. Vorwiegend berichtete er von Schwimm-/Turnveranstaltungen sowie von Automobilrennen, beispielsweise 1933 aus der Nordkurve der Berliner AVUS beim Internationalen ADAC-Autorennen oder für den Deutschlandsender 1935 über die Olympia-Ausstellung in Berlin. Der 1934 erschienene dritte Teil der Reihe Künstler im Rundfunk weist ihn als Chefreporter des Deutschlandsenders aus.
Wie viele seiner Kollegen – darunter Roderich Dietze, Paul Laven, Hugo Murero und Rolf Wernicke – entdeckte auch er ein Interesse für das Fernsehen. Sie arbeiteten fortan auf freiwilliger Basis für den Fernsehsender Paul Nipkow, zum Beispiel für die ab 1939 ausgestrahlte Sendung Zeitdienst. Auch während der Olympischen Sommerspiele in Berlin 1936 war er als Fernsehreporter eingesetzt.
Bei den vorausgegangenen Winterspiele 1936 in Garmisch-Partenkirchen waren er und sein Berliner Kollege Wilhelm Reetz Hauptschriftleiter der im Reichssportverlag herausgegebenen Olympia Zeitung, dem amtlichen Organ des Organisationskomitees. Die Tagesauflage der Zeitung musste wegen der großen Nachfrage von anfänglich 20.000 auf 100.000 Exemplare im Tagesdurchschnitt erhöht werden. Unter anderem verfasste er vor Beginn der Sommerspiele in der Zeitschrift Sieben Tage einen Beitrag zum Thema Vor-Olympia im Funk sowie einen Beitrag über die Schwimmer der Olympischen Sommerspiele in Berlin für das vom Hamburger Cigaretten-Bilderdienst herausgegebene Zigarettenbilder-Album Die Olympischen Spiele 1936 in Berlin und Garmisch-Partenkirchen. Auch bei den Olympischen Sommerspielen in Berlin 1936 leitete er die Olympia Zeitung als Hauptschriftleiter.
Außerhalb des Sports lieferte Krüger im Rahmen der NS-Propaganda auch Reportagen aus den Kriegsgebieten, beispielsweise 1940 aus dem Generalgouvernement Warschau den Beitrag Grüße in elsässischer Mundart an die Angehörigen in der Heimat für die Weihnachtsringsendung. Seine Fernsehreportage über die Erlebnisse von Legionären in Spanien erfuhr bei seinem Kollegen Kurt Wagenführ besondere Begeisterung. So schrieb dieser in der Deutschen Allgemeinen Zeitung:

„Fred Krüger unterhielt sich mit einer Reihe von Offizieren der verschiedenen Waffengattung, die über ihre Erlebnisse in Spanien berichteten. Diese Sendung dauerte eine ganze Stunde, sie war vom ersten bis zum letzten Augenblick spannend und gut gegliedert in Erzählungen, Erläuterungen vor einer Karte, musikalischen Einfügungen und Gesang von Legionärsliedern. Es war besonders schön zu beobachten, wie die Kamera ganz langsam über die Gesichter der singenden Legionäre hinwegglitt und uns gewissermaßen die Männer persönlich ganz nahe brachte, die ihr Leben monate- und jahrelang für eine Idee eingesetzt hatten. Wir würden uns freuen, noch mehr von diesen Männern kennenzulernen; der Programmbetrieb kann in der nächsten Zeit ruhig allabendlich einen Erlebnisbericht in seinem Zeitdienst bringen. Einer Sendung ‚Der Legionär erzählt‘ würden wir gern zuhören.“

Krüger war Mitte der 1930er Jahre in Berlin-Charlottenburg gemeldet, zu dieser Zeit als Rundfunkangestellter, und ab 1937 dann in der Karlsruher Straße 10 in Berlin-Halensee, 1937 noch mit der Berufsbezeichnung Schriftleiter, ab 1938 dann als Funkreporter.